# I. e. 620
Évszázadok: i. e. 8. század – i. e. 7. század – i. e. 6. század
Évtizedek: i. e. 670-es évek – i. e. 660-as évek – i. e. 650-es évek – i. e. 640-es évek – i. e. 630-as évek – i. e. 620-as évek – i. e. 610-es évek – i. e. 600-as évek – i. e. 590-es évek – i. e. 580-as évek – i. e. 570-es évek
Évek: i. e. 625 – i. e. 624 – i. e. 623 – i. e. 622 –  i. e. 621 – i. e. 620 – i. e. 619 – i. e. 618 – i. e. 617 – i. e. 616 – i. e. 615

## Események
- A 40. olümpiai játékok
- Babilóniában már csak Uruk és Nippur van Asszíria kezén.

## Születések
- Alkaiosz, görög költő Mükilénében, Leszbosz szigetén.